# Lomatia fasciculata
Lomatia fasciculata är en tvåvingeart som beskrevs av Friedrich Hermann Loew 1869. Lomatia fasciculata ingår i släktet Lomatia och familjen svävflugor. Inga underarter finns listade i Catalogue of Life.